# شاه‌میگوی اروپایی
شاه‌میگوی اروپایی(نام علمی: Homarus gammarus) نام یک گونه از تیره شاه‌میگو است.